# Glossina palpalis
Glossina palpalis
Pour les articles homonymes, voir Mouche et Goma Tsé-Tsé.
Espèce
Glossina palpalis est l'une des 23 espèces reconnues de mouches tsé-tsé (genre Glossina) et appartient au groupe des glossines riveraines/palpalis (sous-genre Nemorhina). Glossina palpalis est un important vecteur de trypanosomiase africaine, tant pour la forme affectant le bétail que pour celle affectant l'homme,.

## Taxonomie
Deux sous-espèces de G. palpalis sont reconnues :
1. Glossina palpalis palpalis (Robineau-Desvoidy, 1830)
2. Glossina palpalis gambiensis (Vanderplank, 1911)

## Répartition
Glossina palpalis est présente dans 20 pays d'Afrique de l'Ouest et d'Afrique centrale, du Sénégal à l'Angola,. Des données sur sa présence dans la littérature scientifique à comité de lecture pour la période 1990-2020 sont disponibles pour 16 pays : l’Angola, le Burkina Faso, le Cameroun, la République centrafricaine, le Congo, la Côte d’Ivoire, la République démocratique du Congo, la Guinée équatoriale, le Gabon, la Gambie, le Ghana, la Guinée, le Mali, le Nigéria, le Sénégal et le Togo. Les signalements au Bénin, en Guinée-Bissau, au Libéria et en Sierra Leone remontent à des périodes plus anciennes, ou n’ont pas été publiés dans la littérature scientifique à comité de lecture.
En ce qui concerne les deux sous-espèces de G. palpalis, G. palpalis gambiensis occupe la partie occidentale de l’aire de répartition, tandis que G. palpalis palpalis occupe les parties orientale et méridionale,. À l’exception d’une étroite zone de contact où l’hybridation peut se produire, on pense qu’elles sont géographiquement séparées, cette séparation s’étant produite au cours de la dernière période glaciaire, il y a environ 12 000 ans,.

### Glossina palpalis gambiensis
Glossina palpalis gambiensis occupe la partie occidentale de l'aire de répartition de G. palpalis, du Sénégal au Ghana. Dans la littérature scientifique évaluée par les pairs pour la période 1990-2020, G. palpalis gambiensis a été signalée dans sept pays, à savoir le Burkina Faso, le nord de la Côte d'Ivoire, la Gambie, le nord du Ghana, la Guinée, le sud du Mali et le Sénégal. L'unique signalement du Nigéria, basé uniquement sur des techniques d'identification moléculaire et situé à plus de 500 km de la mention confirmée la plus proche de G. palpalis gambiensis, nécessiterait des preuves supplémentaires pour être corroboré. Des signalements en Guinée-Bissau, au Libéria, en Sierra Leone et au Togo existent bien, mais ils remontent à des périodes antérieures à 1990 ou n'ont pas été publiés dans la littérature scientifique évaluée par les pairs.

### Glossina palpalis palpalis
Glossina palpalis palpalis occupe les parties est et sud de l'aire de répartition de G. palpalis, de la Sierra Leone à l'Angola. Dans la littérature scientifique évaluée par les pairs pour la période 1990-2020, G. palpalis palpalis a été signalée dans le nord-ouest de l'Angola, l'ouest du Cameroun, le sud-ouest de la République centrafricaine, le sud-ouest du Congo, le sud de la Côte d'Ivoire, l'ouest de la République démocratique du Congo, la Guinée équatoriale, le Gabon, le sud du Ghana, le Nigéria et le Togo, tandis qu'aucune mention publiée pour cette période n'était disponible pour le Bénin, la Guinée, le Libéria et la Sierra Leone.